# Famicom Disk System
El Family Computer Disk System (ファミリーコンピュータ ディスクシステム Famirī Kompyūta Disuku Shisutemu?, abreviado FDS) fue lanzado el 21 de febrero de 1986 por Nintendo como periférico para su popular Family Computer ("Famicom") en Japón. La unidad se situaba debajo de la consola y usaba disquetes para el almacenamiento de datos, en vez de cartuchos.

## Características
El Famicom Disk System se conectaba a la Famicom mediante un cartucho modificado llamado RAM Adapter que se introducía en la ranura para cartuchos de la Famicom. Este cartucho tenía un cable que conectaba con el FDS. El RAM Adapter tenía 32 KB de RAM para el almacenamiento temporal de los programas, 8 KB de RAM para tiles y sprites y un ASIC conocido como 2C33. Este ASIC servía como controlador del puerto para disquetes, y además incluía un hardware de sonido adicional con la capacidad de una primitiva síntesis de modulación de la frecuencia.
Los disquetes usados eran de doble cara, con una capacidad de 64 KB por lado. Muchos juegos aprovecharon las dos caras de los disquetes, necesitando que el jugador tuviera que darles la vuelta en algún punto de la partida. Incluso hubo algunos juegos que necesitaron dos disquetes (cuatro caras).
El Famicom Disk System podía funcionar con un adaptador de corriente o con pilas. Que se pudieran usar pilas era algo común, aunque la unidad no estaba pensada para que fuera portátil, en la época era muy común dotar de pilas a las videoconsolas y ciertos aparatos para evitar o librar al aparato de conectarlo en los más escasos enchufes de las casas de la época y anteriores. Como el Famicom Disk System era en si una ampliación de la Famicom que ya ocupaba un enchufe en la pared se tomó la decisión de dotarlo de esta alternativa.  Posteriormente las casas que ya se construían con vistas a tener televisores y aparatos conectados a los televisores y disponían de más enchufes hicieron que la práctica fuera desapareciendo hasta hoy en día que puede resultarnos curioso el uso de pilas en una videoconsola. Aun así el 32X de Sega años más tarde aún será criticado por necesitar un enchufe adicional al de la Mega Drive.

## Historia

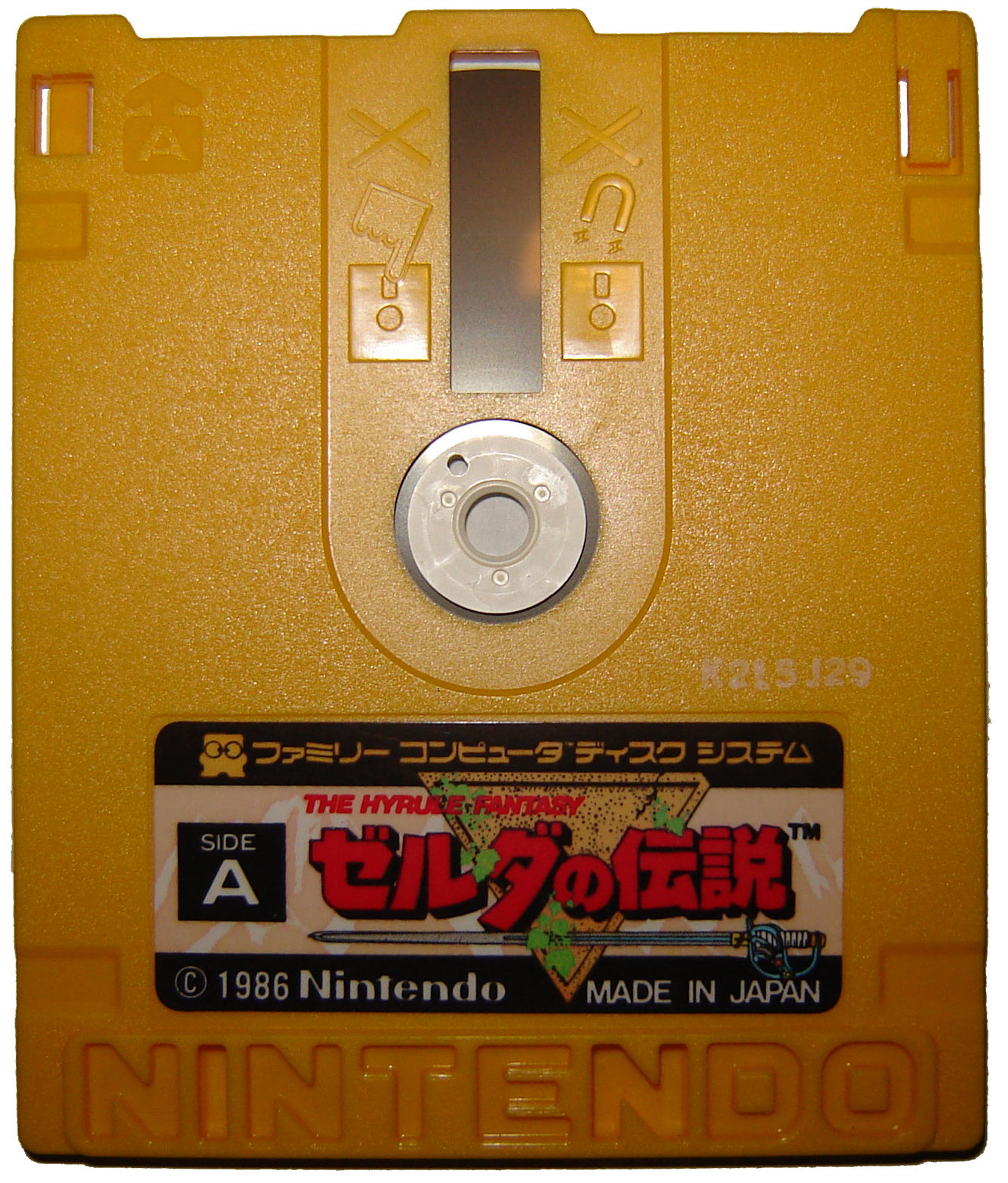
Juego de The Legend of Zelda en disquete para el Famicom Disk system.

La Famicom Disk System fue lanzado en Japón, luego de varios retrasos, el 21 de febrero de 1986. Aunque hubo planes para su lanzamiento en los Estados Unidos, estos fueron descartados. Ese mismo día, Nintendo lanzó The Legend of Zelda como título de lanzamiento, junto con reediciones en disquetes de juegos anteriores de la Famicom.
A pesar del éxito de la Famicom Disk System y de sus ventajas sobre la propia Famicom, también impuso muchos problemas propios. El más común fue la calidad de las tarjetas de disco; Nintendo eliminó los obturadores de la mayoría de los juegos de la Disk System para reducir costes, y en su lugar los colocó en una funda de cera y una carcasa de plástico transparente. Los discos en sí son frágiles, y la falta de obturador hizo que acumularan polvo y, como resultado, acabaran siendo injugables. La piratería también fue rampante, y los dispositivos de copia de discos y los juegos piratas se convirtieron en algo habitual en las tiendas y en los anuncios de revistas.

### Fin del sistema
Nintendo impulsó su FDS con fuerza en Japón, lanzando sus videojuegos exclusivos en este formato durante unos años. Sin embargo, el aparato no tuvo el éxito que se esperaba. Nintendo reclamó en un principio a las desarrolladoras un porcentaje de los derechos de autor en cada juego que se lanzara para el FDS. Esto fue la causa de que muchas empresas, como Namco o Hudson Soft, ignoraran el sistema.
Cuatro meses después del lanzamiento de la Famicom Disk System, Capcom lanzaria una conversión de Ghosts'n Goblins para la Famicom, en un cartucho de 128 KB, que, como resultado, hizo que los consumidores y desarrolladores quedaran menos impresionados con las características tecnológicas del Disk System. A los minoristas no les gustaban las máquinas Disk Writer por ocupar demasiado espacio y, en general, por no ser rentables.
Algunos consideran que los errores vagos del Disk System, los largos tiempos de carga y la mala calidad de la correa de goma, contribuyeron a su caída.
El periférico fue descontinuado en 1990, aunque se continuaron lanzando juegos para el sistema hasta finales de 1992. Los servicios de escritura en disco se mantuvieron en funcionamiento hasta 2003, mientras que los servicios técnicos se mantuvieron hasta 2007. 

## Juegos
El Famicom Disk System posee una biblioteca de 200 juegos. Algunos de ellos son exclusivos, otros son exclusivos del Disk Writer y muchos se reeditaron años después en formato cartucho, como The Legend of Zelda.
El último juego para la Famicom Disk System fue Janken Disk Jō, en diciembre de 1992, un juego de piedra, papel o tijera protagonizado por la mascota del Disk System, Disk-kun.

## Curiosidades
- Squaresoft tenía un grupo llamado Disk Original Group dedicado a la creación de juegos para el Famicom Disk System. Estos juegos eran conversiones de juegos de PC de otras compañías de software japonesas. Esto casi causa la bancarrota de Squaresoft. La compañía había planeado lanzar Final Fantasy para el FDS, pero se canceló debido a las diferencias con Nintendo, sobre los derechos de autor.
- Super Mario Bros. 2,  — conocido como Super Mario Bros: The Lost Levels fuera de Japón —, llegó a ser evaluado fuera de Japón, y la filial estadounidense de Nintendo creyó que el juego era muy difícil y frustrante. En respuesta, la compañía convirtió Yume Kōjō: Doki Doki Panic, un juego de la Famicom Disk System, en el Super Mario Bros. 2 para las audiencias occidentales.
- Nintendo solía organizar concursos. La mascota de estos concursos era Disk-kun. Algunos de los premios que se otorgaban eran dos disquetes dorados del clásico Golf que incluían un nuevo recorrido en USA y otro en Japón.
- La Nintendo Entertainment System cuenta con un puerto, similar al que usa la Famicom para el Disk System, y que iba a ser usado para un posible accesorio, sin embargo, nunca se usó, aunque el puerto todavía se encuentra en la consola.[4]